# Malta International 1992
Die Malta International 1992 im Badminton fanden vom 7. bis zum 9. Februar 1992 in der De La Salle College Sports Hall in Vittoriosa statt. Es war die 20. Auflage dieser Turnierserie. 

## Medaillengewinner
| Disziplin    | Gold                      | Silber                       | Bronze                                |
| ------------ | ------------------------- | ---------------------------- | ------------------------------------- |
| Herreneinzel | Tomasz Mendrek            | Hannes Fuchs                 | Jürgen Koch                           |
| Herreneinzel | Tomasz Mendrek            | Hannes Fuchs                 | Heinz Fischer                         |
| Dameneinzel  | Irina Serova              | Lotta Andersson              | Karolina Ericsson                     |
| Dameneinzel  | Irina Serova              | Lotta Andersson              | Sabine Ploner                         |
| Herrendoppel | Kai Abraham Heinz Fischer | Hannes Fuchs Heimo Götschl   | Harald Koch Jürgen Koch               |
| Herrendoppel | Kai Abraham Heinz Fischer | Hannes Fuchs Heimo Götschl   | Franck Panel Stéphane Renault         |
| Damendoppel  | Diana Knekna Diana Koleva | Neli Boteva Emilia Dimitrova | Sabine Ploner Elodie Mansuy           |
| Damendoppel  | Diana Knekna Diana Koleva | Neli Boteva Emilia Dimitrova | Sandra Dimbour Sandrine Lefèvre       |
| Mixed        | Kai Abraham Sabine Ploner | Kenneth Vella Irina Serova   | Manfred Stündl Neli Boteva            |
| Mixed        | Kai Abraham Sabine Ploner | Kenneth Vella Irina Serova   | Christophe Jeanjean Virginie Delvingt |